# Championnat d'Angleterre de football 1946-1947
Navigation
Édition précédente Édition suivante
La 48e saison du Championnat d'Angleterre de football est remportée par le Liverpool FC. C'est le 1er championnat d'après guerre. On reprend les mêmes équipes que lors de la saison 1939-1940 qui avait été abandonnée à la suite de la déclaration de guerre contre l'Allemagne le 3 septembre 1939, après trois journées de championnat.
Liverpool FC remporte son cinquième titre, Manchester United est deuxième. Wolverhampton Wanderers complète le podium. 
Le système de promotion/relégation reste en place : descente et montée automatique, sans matchs de barrage pour les deux derniers de première division et les deux premiers de deuxième division. Brentford FC et Leeds United descendent en deuxième division. Ils sont remplacés pour la saison 1947/48 par Manchester City et Burnley FC.
Le meilleur buteur de la saison est l'attaquant Dennis Westcott des Wolverhampton Wanderers avec 37 buts inscrits.

## Classement
Le classement est établi sur le barème de points classique (victoire à 2 points, match nul à 1, défaite à 0).
| Rang | Équipe                  | Pts | J  | G  | N  | P  | Bp | Bc | Diff |
| ---- | ----------------------- | --- | -- | -- | -- | -- | -- | -- | ---- |
| 1    | Liverpool FC            | 57  | 42 | 25 | 7  | 10 | 84 | 52 | +32  |
| 2    | Manchester United       | 56  | 42 | 22 | 12 | 8  | 95 | 54 | +41  |
| 3    | Wolverhampton Wanderers | 56  | 42 | 25 | 6  | 11 | 97 | 57 | +40  |
| 4    | Stoke City              | 55  | 42 | 24 | 7  | 11 | 90 | 53 | +37  |
| 5    | Blackpool FC            | 50  | 42 | 22 | 6  | 14 | 71 | 70 | +1   |
| 6    | Sheffield United P      | 49  | 42 | 21 | 7  | 14 | 89 | 75 | +14  |
| 7    | Preston North End       | 47  | 42 | 18 | 11 | 13 | 76 | 74 | +2   |
| 8    | Aston Villa             | 45  | 42 | 18 | 9  | 15 | 67 | 53 | +14  |
| 9    | Sunderland AFC          | 44  | 42 | 18 | 8  | 16 | 67 | 66 | +1   |
| 10   | Everton FC T            | 43  | 42 | 17 | 9  | 16 | 62 | 67 | -5   |
| 11   | Middlesbrough FC        | 42  | 42 | 17 | 8  | 17 | 73 | 68 | +5   |
| 12   | Portsmouth FC           | 41  | 42 | 16 | 9  | 17 | 66 | 60 | +6   |
| 13   | Arsenal FC              | 41  | 42 | 16 | 9  | 17 | 72 | 70 | +2   |
| 14   | Derby County            | 41  | 42 | 18 | 5  | 19 | 73 | 79 | -6   |
| 15   | Chelsea FC              | 39  | 42 | 16 | 7  | 19 | 69 | 84 | -15  |
| 16   | Grimsby Town            | 38  | 42 | 13 | 12 | 17 | 61 | 82 | -21  |
| 17   | Blackburn Rovers P      | 36  | 42 | 14 | 8  | 20 | 45 | 53 | -8   |
| 18   | Bolton Wanderers        | 34  | 42 | 13 | 8  | 21 | 57 | 69 | -12  |
| 19   | Charlton Athletic       | 34  | 42 | 11 | 12 | 19 | 57 | 71 | -14  |
| 20   | Huddersfield Town       | 33  | 42 | 13 | 7  | 22 | 53 | 79 | -26  |
| 21   | Brentford FC            | 25  | 42 | 9  | 7  | 26 | 45 | 88 | -43  |
| 22   | Leeds United            | 18  | 42 | 6  | 6  | 30 | 45 | 90 | -45  |

|  | Champion d'Angleterre |
|  | Relégation            |

## Bilan de la saison
| Tableau d'Honneur                    |                   |
| Compétition                          | Vainqueur         |
| Championnat d'Angleterre de football | Liverpool FC      |
| Coupe d'Angleterre de football       | Charlton Athletic |
| Charity Shield                       | Derby County      |

| Promotions et relégations |                            |
| Promus                    | Manchester City Burnley FC |
| Relégués                  | Brentford FC Leeds United  |

## Statistiques

### Meilleur buteur
- Dennis Westcott, Wolverhampton Wanderers, 37 buts